# Ahmose-Henuttamehu
Ahmose-Henuttamehu (fl. XVI secolo a.C.) è stata una regina egizia tra la fine della XVII dinastia e l'inizio della XVIII dinastia. Il suo nome significa "Nata da Iah (la Luna)-Signora del Basso Egitto".

## Famiglia
Ahmose-Henuttamehu era figlia del faraone Seqenenra Ta'o e della sorella-sposa di quest'ultimo, Ahmose-Inhapi. Andò probabilmente in sposa, secondo l'usanza della famiglia reale egizia, al proprio fratello Ahmose I, secondo successore di Seqenenra Ta'o (dopo il breve regno del fratello, o zio, Kamose) - siccome i suoi titoli furono quelli di "Sposa del re" (hmt-niswt-wrt), "Figlia del re" (s3t-niswt) e "Sorella del re" (snt-niswt). Fu sorellastra dell'importante "Grande sposa reale" (e "Divina Sposa di Amon") Ahmose Nefertari. 

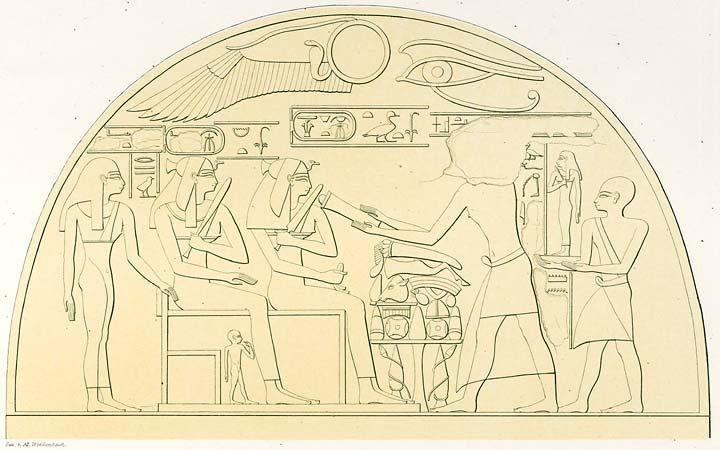
Ahmose-Henuttamehu e, alle sue spalle, un'altra donna regale - forse la madre Ahmose-Inhapi.

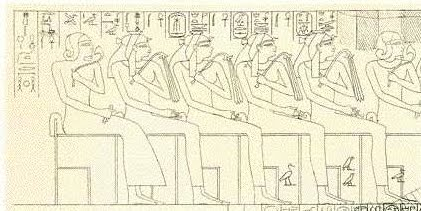
Da sinistra: il principe Ahmose-Sipair, una regina sconosciuta e le regine Ahmose, Tures e Ahmose-Henuttamehu. Dalla tomba di Khabeknet, Tebe.

## Vita e sepoltura
Non si sa molto della vita di Ahmose-Henuttamehu. Compare su una stele copiata dall'egittologo Karl Richard Lepsius.
La mummia di Ahmose-Henuttamehu fu scoperta nel 1881, ancora all'interno del sarcofago originale, nel nascondiglio DB320 di Deir el-Bahari, ed è conservata al Museo egizio del Cairo. Fu sbendata ed esaminata da Gaston Maspero nel dicembre del 1882, ed emerse che Ahmose-Henuttamehu morì in tarda età (e con una pessima dentatura). Sulle sue bende furono individuate formule estratte dal Libro dei morti. Fu probabilmente sepolta insieme alla madre Ahmose-Inhapi; i loro sarcofagi furono poi trasferiti nella grotta oggi nota come "DB320", con numerosissime altre mummie regali, dopo l'11º anno di regno del faraone Sheshonq I (ca. 932 a.C.). 
La regina Ahmose Henuttamehu comparve in una lista di antenati regali degni di culto, durante la XIX dinastia. Figura nella tomba di Khabekhnet, a Tebe: nel registro superiore, il principe Ahmose-Sipair è rappresentato sulla sinistra, mentre Ahmose-Henuttamehu è la quarta da sinistra, dopo la "Divina Sposa di Amon e Signora delle Due Terre" Ahmose e la "Sposa del re" Tures.